# Тарасенко Валентин Петрович
Валентин Петрович Тарасенко (6 лютого 1970) — український діяч, 1-й заступник голови, виконувач обов'язків голови Черкаської обласної ради (з листопада 2018 по жовтень 2019 року).

## Біографія
Освіта вища.
На 2015 рік — заступник директора ТОВ НВФ «Урожай» у місті Звенигородка Черкаської області.
Член політичної партії Всеукраїнське об'єднання «Черкащани».
У 2015 році обраний до Черкаської обласної ради у багатомандатному виборчому окрузі від політичної партії Всеукраїнське об'єднання «Черкащани».
З листопада 2015 року — 1-й заступник голови Черкаської обласної ради
З листопада 2018 по жовтень 2019 року — виконувач обов'язків голови Черкаської обласної ради.